# Анцирский сельсовет
Анцирский сельсовет - сельское поселение в Канском районе Красноярского края.
Административный центр - село Анцирь.

## Население
| 2010 | 2012  | 2013  | 2014  | 2015  | 2016  | 2017  |
| ---- | ----- | ----- | ----- | ----- | ----- | ----- |
| 1692 | ↘1643 | ↘1596 | ↘1584 | ↘1563 | ↘1548 | ↘1537 |

## Состав сельского поселения
В состав сельского поселения входят 4 населённых пункта:
| № | Населённый пункт | Тип населённого пункта       | Население |
| - | ---------------- | ---------------------------- | --------- |
| 1 | Анцирь           | село, административный центр | ↗1262     |
| 2 | Белоярск         | деревня                      | ↘142      |
| 3 | Карьерный        | посёлок                      | 181       |
| 4 | Подояйск         | деревня                      | ↘107      |

## Местное самоуправление
Анцирский сельский Совет депутатов
Дата избрания: 13.09.2020. Срок полномочий: 5 лет. Количество депутатов:  10
Глава муниципального образования
- Лавренков Анатолий Николаевич. Дата избрания: 26.12.2018. Срок полномочий: 5 лет